# Karymsky (huyện)
Huyện Karymsky (tiếng Nga: ? райо́н) là một huyện hành chính tự quản (raion), của Vùng Zabaykalsky, Nga. Huyện có diện tích 8123 km², dân số thời điểm ngày 1 tháng 1 năm 2000 là 43100 người. Trung tâm của huyện đóng ở Karymskoye.